# Carlo Maria Viganò

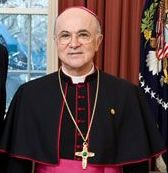
Carlo Maria Viganò (2013)

Carlo Maria Viganò (* 16. Januar 1941 in Varese, Italien) ist ein schismatischer italienischer römisch-katholischer Geistlicher und emeritierter Diplomat des Heiligen Stuhls. Er ist seit 1992 Titularerzbischof von Ulpiana und amtierte von 2009 bis 2011 als Generalsekretär des Governatorats der Vatikanstadt, anschließend bis 2016 als Apostolischer Nuntius in den Vereinigten Staaten.
Seit 2018 ist Viganò in der Öffentlichkeit als scharfer Kritiker von Papst Franziskus sowie als Verbreiter von Verschwörungsideologien bekannt. Am 5. Juli 2024 stellte das Dikasterium für die Glaubenslehre Viganòs Exkommunikation fest.

## Karriere
Carlo Maria Viganò empfing am 24. März 1968 das Sakrament der Priesterweihe für das Bistum Pavia durch dessen Bischof Carlo Allorio. Viganò wurde zum Doktor beider Rechte promoviert.
1973 trat Carlo Maria Viganò in den diplomatischen Dienst des Heiligen Stuhls ein. Er war in den Apostolischen Nuntiaturen im Irak und in Großbritannien sowie von 1978 bis 1989 im Staatssekretariat tätig. Viganò wurde am 4. April 1989 zum Ständigen Beobachter beim Europarat in Straßburg berufen.

Erzbischofswappen von Carlo Maria Viganò

Am 3. April 1992 ernannte ihn Papst Johannes Paul II. zum Titularerzbischof von Ulpiana und bestellte ihn zum Apostolischen Nuntius in Nigeria. Papst Johannes Paul II. spendete ihm am 26. April 1992 die Bischofsweihe; Mitkonsekratoren waren Kardinalstaatssekretär Angelo Sodano und der Erzbischof von Krakau, Franciszek Kardinal Macharski. Am 4. April 1998 ernannte ihn Papst Johannes Paul II. zum Delegaten für die päpstlichen Vertretungen im Staatssekretariat der römischen Kurie. Am 16. Juli 2009 bestellte ihn Papst Benedikt XVI. in Nachfolge von Renato Boccardo zum Generalsekretär des Governatorats der Vatikanstadt.
Am 19. Oktober 2011 ernannte Papst Benedikt XVI. Viganò zum Apostolischen Nuntius in den USA. Vorausgegangen war die Veröffentlichung geleakter Briefe (zum Beispiel einer vom 27. März 2011), in denen Viganò auf seine Bemühungen zur Bekämpfung von Korruption und Vetternwirtschaft hinweist und den Wunsch äußert, sein Amt weiterzuführen. Mit der Ernennung seines Nachfolgers Christophe Pierre zum Apostolischen Nuntius in den USA am 12. April 2016 endete seine Amtszeit.

## Konflikte mit Papst Franziskus
Im Zusammenhang mit dem wegen sexuellen Missbrauchs aus dem Kardinalsstand zurückgetretenen Washingtoner Alt-Erzbischof Theodore McCarrick und dem Vertuschungsskandal um dessen Vergehen veröffentlichte Viganò am 25. August 2018 ein elfseitiges Schreiben. In diesem Schreiben behauptete er, Papst Benedikt XVI. hätte im Jahr 2009 oder 2010 strenge kanonische Sanktionen gegen McCarrick verhängt und ihm ein Leben in Gebet und Buße auferlegt.
Viganò beschuldigte Benedikts Nachfolger Papst Franziskus, diese Sanktionen 2013 aufgehoben und McCarrick zu einem seiner Berater gemacht zu haben, obwohl er (Viganò) Franziskus über Vergehen McCarricks informiert habe. Er forderte in seinem Schreiben Papst Franziskus und mehrere Kardinäle zum Amtsverzicht auf. Dies wurde von Kirchenhistorikern als Versuch Viganòs und anderer bewertet, den Papst zu stürzen.
Die als rechtskatholisch eingeschätzte Wochenzeitung Die Tagespost publizierte Viganòs Vorwürfe gegen Papst Franziskus in deutscher Übersetzung „exklusiv“. Kurienkardinal Marc Ouellet kritisierte Viganòs Behauptungen scharf. In seiner Replik an Ouellet kritisierte Viganò den Papst erneut und bezeichnete Homosexualität im Klerus als „ansteckende Plage“. Missbrauchsopfer zu beklagen, aber nicht „Homosexualität als die Hauptursache zahllosen sexuellen Missbrauchs“ zu benennen, sei „Heuchelei“. 
2020 warf er dem Papst Abfall vom Glauben vor, nachdem dieser die zivilrechtliche Anerkennung homosexueller Partnerschaften befürwortet hatte. Dessen Äußerungen seien „heterodox“.
Viganò gilt als einer der lautstärksten Kritiker und Gegner von Papst Franziskus. Er unterzeichnete eine von dem Erzbischof von Astana, Tomasz Peta, dessen Weihbischof Athanasius Schneider und dem emeritierten Erzbischof Jan Pawel Lenga am 31. Dezember 2017 als Reaktion auf die Veröffentlichung von Amoris Laetitia verfasste Erklärung, nach der auch wiederverheiratete Geschiedene nicht zur Kommunion zugelassen werden dürfen. Diese Erklärung wurde später auch durch den emeritierten Erzbischof Luigi Negri unterschrieben.
Viganò tritt als Leiter einer Gruppierung „Associazione Exsurge Domine“ auf, die Klerikern, Ordensleuten und geweihten Laien Unterstützung und materielle Hilfe leisten, die „unveränderte und unbestechliche Tradition des katholischen Glaubens verteidigen“ und „die traditionelle Liturgie bewahren und fördern“ will. Im Dezember 2023 kündigte Viganò die Gründung eines traditionalistischen Priesterseminars („Collegium traditionis“) im mittelitalienischen Viterbo an, wo gute und heilige Priester ausgebildet werden sollen, die „nicht der Erpressung ausgesetzt sind, die Irrlehren des Zweiten Vatikanums oder die Abweichungen Bergoglios“ zu akzeptieren, um ihren Dienst zu tun.
Viganò forderte die Schweizer Garde Anfang 2024 auf, Papst Franziskus zu verhaften. Vorausgegangen waren Kontroversen um durch Víctor Manuel Fernández vorgenommene nicht-liturgische Segnungen von Paaren (zum Beispiel homosexuelle oder unverheiratet zusammenlebende Paare), die Franziskus unter bestimmten Voraussetzungen erlaubt hatte, sowie ein 1998 von Fernández veröffentlichtes Buch, das Viganò als „pornografisch“ und „pervers“ betrachtet.

## Exkommunikation
Am 11. Juni 2024 eröffnete das Dikasterium für die Glaubenslehre ein kanonisches Strafverfahren wegen des Verdachts des Schismas gegen Carlo Maria Viganò, wie dieser selbst bekanntmachte. Das Dikasterium wirft dem Erzbischof „öffentliche Äußerungen“ vor, „aus denen eine Leugnung notwendiger Punkte hervorgeht, die für den Erhalt der Gemeinschaft mit der katholischen Kirche notwendig sind“, konkret um die Leugnung der Legitimität von Papst Franziskus, den Bruch der Gemeinschaft mit dem Papst und die Ablehnung des Zweiten Vatikanischen Konzils. Viganò erklärte dazu, dass er die Vorwürfe als Ehre empfinde, da sie seine Position bestätigten; er sei als Nachfolger der Apostel in voller Gemeinschaft mit der Kirche. Er äußerte in einem Blog: „Das Konzil ist das ideologische, theologische, moralische und liturgische Krebsgeschwür, von dem die ‚synodale Kirche‘ von Bergoglio die notwendige Metastase ist.“ Einer Vorladung des Dikasteriums, bei der er sich verteidigen sollte, kam er nicht nach, da er sich weigere, die Autorität des Glaubensdikasteriums, dessen Präfekten sowie die Autorität „desjenigen, der ihn ernannt hat“, anzuerkennen. Nicht er habe sich eines Schismas schuldig gemacht, äußerte Viganò am 22. Juni 2024 in einer veröffentlichten Erklärung, sondern Papst Franziskus.
Am 5. Juli 2024 veröffentlichte das Dikasterium für die Glaubenslehre die am Vortag erfolgte amtliche Feststellung der Exkommunikation Viganòs als Tatstrafe (latae sententiae), die damit wirksam wurde.

## Verschwörungsmythen
Carlo Maria Viganò ist der Urheber eines Aufrufs vom 7. Mai 2020 mit dem lateinischen Titel „Veritas liberabit vos!“ (Die Wahrheit wird euch befreien, nach Joh 8,32 ), das auf dem Internetportal katholisch.de der Deutschen Bischofskonferenz als „Konglomerat an Verschwörungsmythen und Pseudowissenschaft“ bezeichnet wird. Es wurde von mehreren Gegnern von Papst Franziskus unterzeichnet, so auch von dem deutschen Kurienkardinal Gerhard Ludwig Müller und weiteren katholischen Geistlichen, Journalisten, Medizinern und Anwälten. In dem Text wird beklagt, dass unter dem Vorwand der COVID-19-Pandemie Rechte und Grundfreiheiten vieler Bürger „unverhältnismäßig und ungerechtfertigt eingeschränkt“ würden; die öffentliche Gesundheit dürfe kein Alibi werden, „um die Zivilbehörden von ihrer Pflicht zu befreien, klug für das Gemeinwohl zu handeln“. Es werden Zweifel an der tatsächlichen Ansteckungsgefahr des Coronavirus geäußert und die Berichterstattung über die Pandemie als „Alarmismus“ bezeichnet. Die ergriffenen Eindämmungsmaßnahmen förderten die Einmischung „fremder Mächte“ mit schwerwiegenden sozialen und politischen Folgen; „supranationale Einheiten“ mit „unklaren Absichten“ strebten unter Zuhilfenahme einer Corona-Angst die „Schaffung einer Weltregierung“ an. Der römische Kurienkardinal Robert Sarah, der als Mitunterzeichner genannt wurde, hatte sich bereits am Tag der Veröffentlichung davon distanziert.
Der Essener Generalvikar Klaus Pfeffer erklärte, dass jeder, der diesen Aufruf unterzeichnet habe, sich selber entblöße; er sei fassungslos, welche „kruden Verschwörungstheorien ohne Fakten und Belege, verbunden mit einer rechtspopulistischen Kampf-Rhetorik, die beängstigend klingt“, im Namen von Kirche und Christentum verbreitet und von Müller unterstützt würden. katholisch.de schrieb von „raunendem Alarmismus, Versatzstücken von Verschwörungsmythen und strukturellem Antisemitismus“, wenn das Papier „die freien Völker unter der Knute von ominösen und ungenannten wirtschaftlichen und politischen Interessen“ sehe.
Die Deutsche Bischofskonferenz distanzierte sich am 10. Mai 2020 von der Gruppe der Unterzeichner. Der Vorsitzende, Bischof Georg Bätzing, erklärte, dass die Deutsche Bischofskonferenz grundsätzlich keine Aufrufe einzelner Bischöfe außerhalb Deutschlands kommentiere, und betonte, dass die Bewertung der Pandemie durch die Bischofskonferenz sich grundlegend von dem Text unterscheide. Die deutschen Bischöfe hätten zur Corona-Pandemie erklärt, dass die Einschränkungen, auch bei den Gottesdiensten, „vernünftig und verantwortungsvoll“ seien. Zugleich hätten sie geglaubt, dass die Einschränkungen mit Verantwortung und Augenmaß auch wieder zu lockern seien. Ruhrbischof Franz-Josef Overbeck schrieb auf Facebook, „dass die Kirche zur Bewältigung der Corona-Krise einen klaren Beitrag leisten könne, indem sie Solidarität als deutliches Zeichen der Entschlossenheit nutzt, um sich für das Gemeinwohl und soziale Gerechtigkeit einzusetzen“. Dies widerspreche der Positionierung „jener Populisten und anderer Verschwörungstheoretiker, die alle Anstrengungen zur Eindämmung der Pandemie als Vorwand verstehen wollen, eine hasserfüllte technokratische Tyrannei zu begründen und die christliche Zivilisation auszulöschen“. Dem müsse von Seiten der Kirche deutlich entgegengetreten werden, „ganz gleich, wer solches formuliert“. Auch der Erzbischof von Hamburg, Stefan Heße, und die Bewegung Wir sind Kirche kritisierten das Papier. Gebhard Fürst, Bischof von Rottenburg-Stuttgart, erklärte: „Wer die Bemühungen der Politik, Menschenleben vor dem Coronavirus zu schützen, in eine dubiose Weltverschwörung umdeutet, spielt mit dem Feuer.“
Nachdem der Rabbiner Jehoshua Ahrens sich in einem Interview mit der Jüdischen Allgemeinen schockiert darüber gezeigt hatte, dass sich hier Verschwörungstheorien auch in Kirchenkreisen ausbreiteten, richtete Viganò am 22. Mai 2020 einen Brief an ihn, in dem er die Arbeit von Medien und Ärzten in der Corona-Pandemie wie auch die Kritik an dem Aufruf mit Zuständen der NS-Gewaltherrschaft bis hin zum Holocaust verglich. Viganò schrieb: „Schon damals priesen die Massen- oder Mainstream-Medien die Mächtigen und schwiegen zu ihren Verbrechen; schon damals stellten Ärzte und Wissenschaftler ihr Wirken in den Dienst eines wahnhaften Herrschaftsplans; schon damals wurde, wer es wagte, die Stimme zu erheben, bezichtigt, ‚Verschwörungstheorien‘ zu verbreiten.“
Mitte August 2021 erschien auf YouTube ein Grußwort Viganòs an die Turiner Demonstranten gegen die italienische Coronaschutzmaßnahme des „Grünen Passes“. Er warnte dabei vor „einer Macht, die sich als in sich böse erweist, beseelt von einer höllischen Ideologie“, sowie vor einer „höllischen Dystopie“ und „den Dämonen“, die „kläglich scheitern“ würden.

## Unterstützung für Präsident Donald Trump
Am 7. Juni 2020 schrieb Viganò einen Offenen Brief an den amerikanischen Präsidenten Donald Trump, in dem er die Gegner Trumps als „Kinder der Dunkelheit“ bezeichnete, die „strategische Positionen in Regierungen, Politik, Wirtschaft und Medien“ innehätten; sie wollten „die Familie und die Nation zerstören, Arbeiter zugunsten ihres unangemessenen Reichtums ausbeuten und interne Spaltungen und Kriege fördern“, hätten in der Corona-Krise ihre wahren Absichten gezeigt und soziale Unruhen geschürt, deren Ziel letztlich der Sturz von Präsident Trump sei. Trump zeigte sich bei Twitter hocherfreut über dieses Schreiben.
Der Vatikanjournalist Christopher Lamb bezeichnete im Domradio des Erzbistums Köln den Brief Viganòs als „kirchen- und machtpolitischen Schachzug gegen den Heiligen Stuhl“ und deutete das Lob Donald Trumps für den Papstkritiker Viganò als Angriff auf den Papst, der die Katholiken in den USA vor die Loyalitätsfrage zwischen dem Papst und dem Präsidenten stelle.
Wenige Tage vor der US-Präsidentenwahl veröffentlichte Viganò einen zweiten offenen Brief an den amtierenden Präsidenten Trump und ergriff erneut Partei gegen dessen Herausforderer Joe Biden; er beschwor Trump, mitzuhelfen, den „globalen Plan namens ‚Great Reset‘“ zu stoppen. „Globalisten“ hätten den Plan, die gesamte Menschheit zu unterwerfen und eine „Gesundheitsdiktatur“ zu errichten. Der Bevölkerung würden Zwangsmaßnahmen auferlegt, um die individuelle Freiheit drastisch einzuschränken. „Kinder des Lichts“ kämpften dabei gegen „Kinder der Dunkelheit“. Viganò schrieb, er bete für Trump und spende ihm seinen Segen.

## Unterstützung Russlands und Wladimir Putins im Angriffskrieg gegen die Ukraine
Beim Gründungstreffen einer Gruppe von putinistischen Verschwörungsgläubigen am 14. März 2023 in Moskau, die aus verschiedenen Ländern stammen, sich „Internationale Bewegung der Russophilen“ nennen und von Außenminister Sergei Lawrow begrüßt wurden, sprach Carlo Maria Viganò ein per Video eingespieltes Grußwort. Darin bezeichnete er Russland als „letzte Bastion der Zivilisation gegen die Barbarei“; die Russische Föderation schare all jene Nationen um sich, die sich nicht der Kolonisierung durch die NATO, die Vereinten Nationen, die Weltgesundheitsorganisation, die Weltbank, den Internationalen Währungsfonds und „jenen Haufen von Stiftungen“ unterwerfen wollten, deren Ziel die Indoktrination der Massen und die Manipulation von Informationen sei, um rechtmäßig gewählte Regierungen zu destabilisieren und Chaos, Kriege und Elend zu säen. Die Ukraine-Krise sei wie die „Pandemie-Farce“ bewusst provoziert worden, „um das soziale und wirtschaftliche Gefüge der Nationen zu zerstören, die Weltbevölkerung zu dezimieren und die Kontrolle in den Händen einer Oligarchie zu konzentrieren, die niemand gewählt hat“. Papst Benedikt XVI. sei, so behauptete Viganò in der Ansprache, 2013 zum Rücktritt gezwungen worden, um mit Papst Franziskus „eine der Neuen Weltordnung genehme Person“ zum Papst zu wählen.

## Angebliche Nachweihe, Ablehnung des Zweiten Vatikanischen Konzils
Traditionalistischen Blogs zufolge hat sich Viganò bereits 2023 dem Holocaustleugner und schismatischen Bischof Richard Williamson angeschlossen und soll von diesem sub conditione noch einmal zum Bischof geweiht worden sein. Viganò stände demnach offenbar auf dem Standpunkt, dass die ihm 1992 von Papst Johannes Paul II. gespendete Bischofsweihe ungültig gewesen sein könnte, weil sie von einem Papst der „Konzilskirche“ erteilt wurde, der kein richtiger Papst sei, oder dass der Weiheritus seit der Liturgiereform nach dem Zweiten Vatikanischen Konzil nicht gültig sei. Mit diesem Akt würde Viganò im offenen Schisma leben und hätte sich die Exkommunikation latae sententiae zugezogen. Das von ihm in Viterbo bei Rom gegründete und noch im Aufbau befindliche Collegium traditionis wäre damit eine klare Konkurrenz zu den Seminarien der Priesterbruderschaft St. Pius X., die nicht den Sedisvakantisten zuzurechnen sind. Ob Viganò freilich die sedisvakantistische Position eingenommen hat, wonach ein Häretiker sein Papstamt verliert, oder die sedisprivationistische Position, dass der Stuhl Petri von einem Thronräuber besetzt werde, oder ob keine dieser Annahmen zutrifft, ist in der Literatur noch nicht geklärt. in einem Interview mit dem Amerikaner Taylor Marshall erklärte Viganò selbst zwar, dass der Amtsverzicht von Papst Benedikt XVI. unwirksam sei, was auch zur Unwirksamkeit der anschließenden Wahl von Papst Franziskus führe. Hierbei erwähnt Viganò die Cassiciacum-These (Sedisprivationismus), ohne sich explizit zu ihr zu bekennen. Vielmehr führt er zusammenfassend aus: „Was ich sagen kann, ist, dass es im Hinblick auf die Thesen des Sedisvakantismus oder Sedisprivationismus – die auch Elemente enthalten, die man theoretisch teilen kann – unmöglich ist, zu denken, dass der Herr es zulassen würde, dass Seine Kirche über sechzig Jahre lang verfinstert und der ordentlichen Gnadenmittel – der Sakramente – beraubt bleibt, mit nicht gültig geweihten Bischöfen und Priestern und daher mit ungültigen Messen und Sakramenten.“
Aus dem katholischen Traditionalismus erhielt er nach seiner Exkommunikation teilweise Unterstützung. Während sich die Priesterbruderschaft St. Pius X. von Viganòs Sedisvakantismus distanzierte, solidarisierte sich der Regisseur Mel Gibson öffentlich mit ihm, sprach der nachkonziliaren römischen Kirche die Legitimität ab und bezeichnete es als Ehre, von dieser exkommuniziert zu werden. Schauspieler James Caviezel, der 2004 die Rolle des Jesus Christus in Gibsons Film Die Passion Christi gespielt hatte, bezeichnete Viganò als „Kämpfer für die Wahrheit“ und rief dazu auf, für ihn zu beten. Der traditionalistische US-amerikanische Bischof Joseph Strickland, im November 2023 von Papst Franziskus als Bischof des Bistums Tyler abgesetzt, warf auf X die Frage auf, warum man Viganò sofort exkommuniziere, statt sich mit seinen Vorwürfen auseinanderzusetzen.

## Ehrungen
- 2000: Großkreuz des Verdienstordens der Italienischen Republik